# کپور سرگنده
کپور سرگنده از ماهی‌های آب شیرین و یکی از کپورهای آسیایی است.
تغذیه‌ان از پلانکتون‌های جانوری و گیاهی است.
ماهی کپور سر گنده دارای ارزش اقتصادی می‌باشد و تکثیر و پرورش مصنوعی آن نیز معمول است. پراکنش این ماهی در ایران حوضه دریای خزر و دیگر نقاط است.

## ریخت‌شناسی
دندان حلقی یک ردیفی(۴-۴)؛ بیشینه درازا و وزن به ترتیب ۱۱۰سانتی متر و ۳۵ کیلوگرم (میانگین ۳۸ سانتی متر و ۲۲۰۰ گرم)؛ سطح ساینده دندان‌های حلقی فاقد شیارند. شبه کپور نقره‌ای است اما در این ماهی کیل شکمی تیز محدودتر بوده و بین باله‌های لگنی و مخرج واقع شده‌اند و همچنین باله‌های سینه‌ای تا قاعده باله‌های لگنی می‌رسند؛ علاوه بر این رنگ آن تیره تر، سر بزرگتر و چشم پائین تر از محور طولی بدن قرار دارد؛ خارهای آبششی این ماهی نیز بسیار نزدیک به یکدیگر و در قاعده به هم چسبیده هستند. سرپوش آبششی به‌طور مشهودی از پایه باله سینه‌ای جلوتر رفته‌است.

## زیست‌شناسی
محل اصلی زندگی این ماهی در رودخانه آمور می‌باشد. این ماهیان به صورت گروهی اقدام به تخم ریزی می‌کنند. تخمریزی در هنگام سیلابی بودن رودخانه و گل آلودگی آن صورت می‌گیرد. دمای مناسب آب برای تخم ریزی ۲۵-۲۲ درجه سانتی گراد می‌باشد. تعداد تخم‌ها ۱۲۰۰۰۰۰-۲۰۰۰۰۰ عدد و قطر آن‌ها ۱٫۱-۱ میلی‌متر می‌رسد. تخم‌ها به صورت شناور در آبند و پس از ۱٫۵-۱ روز تبدیل به لارو می‌شوند.لاروها پس از جذب کیسه زرده هنگامی که به طول ۸-۷ میلی‌متر می‌رسند، تغذیه فعال خود را آغاز می‌کنند. در محیط اصلی زندگی بلوغ جنسی در ماهیان نر ۷-۶ سالگی و در ماده‌ها ۸-۷ سالگی است.